# Teoria de representação

A teoria da representação estuda como estruturas algébricas "agem" sobre objetos. Um exemplo simples é a forma como um polígono é transformado por suas simetrias por reflexões e rotações, que são todas transformações lineares em torno do centro do polígono.

A teoria da representação é um ramo da matemática que estuda estruturas algébricas abstratas por meio de representações de seus elementos como transformações lineares de espaços vetoriais, e estuda módulos sobre essas estruturas algébricas abstratas. Em essência, uma representação torna um objeto algébrico abstrato mais concreto ao descrever seus elementos por matrizes e suas operações algébricas (como adição de matrizes, multiplicação de matrizes).
Os objetos algébricos que admitem tal descrição incluem grupos, álgebras associativas e álgebras de Lie. O mais proeminente (e historicamente o primeiro) é a teoria da representação de grupos, em que os elementos de um grupo são representados por matrizes inversíveis de forma que a operação do grupo corresponda à multiplicação de matrizes.
A teoria da representação é útil porque reduz problemas de álgebra abstrata a problemas de álgebra linear, um assunto bem compreendido. Representações de objetos abstratos em termos da álgebra linear familiar podem elucidar propriedades e simplificar cálculos dentro de teorias mais abstratas. Por exemplo, representar um grupo por um espaço de Hilbert de dimensão infinita permite aplicar métodos de análise matemática à teoria de grupos. Além disso, a teoria da representação é importante na física porque pode descrever como o grupo de simetria de um sistema físico afeta as soluções das equações que descrevem esse sistema.
A teoria da representação está presente em diversas áreas da matemática. As aplicações da teoria da representação são diversas. Além de seu impacto na álgebra, a teoria da representação:
- generaliza a análise de Fourier por meio da análise harmônica,[11]
- conecta-se à geometria por meio da teoria dos invariantes e do programa de Erlangen,[12]
- tem impacto na teoria dos números por meio de formas automórficas e do programa de Langlands.[13]

Existem diversas abordagens para a teoria da representação: os mesmos objetos podem ser estudados usando métodos da geometria algébrica, teoria de módulos, teoria analítica dos números, geometria diferencial, teoria dos operadores, combinatória algébrica e topologia.
O sucesso da teoria da representação levou a inúmeras generalizações. Uma das mais gerais encontra-se na teoria das categorias. Os objetos algébricos aos quais a teoria da representação se aplica podem ser vistos como tipos particulares de categorias, e as representações como funtores da categoria do objeto para a categoria dos espaços vetoriais. Essa descrição aponta para duas generalizações naturais: primeiro, os objetos algébricos podem ser substituídos por categorias mais gerais; segundo, a categoria-alvo dos espaços vetoriais pode ser substituída por outras categorias bem compreendidas.
.